# Aponus

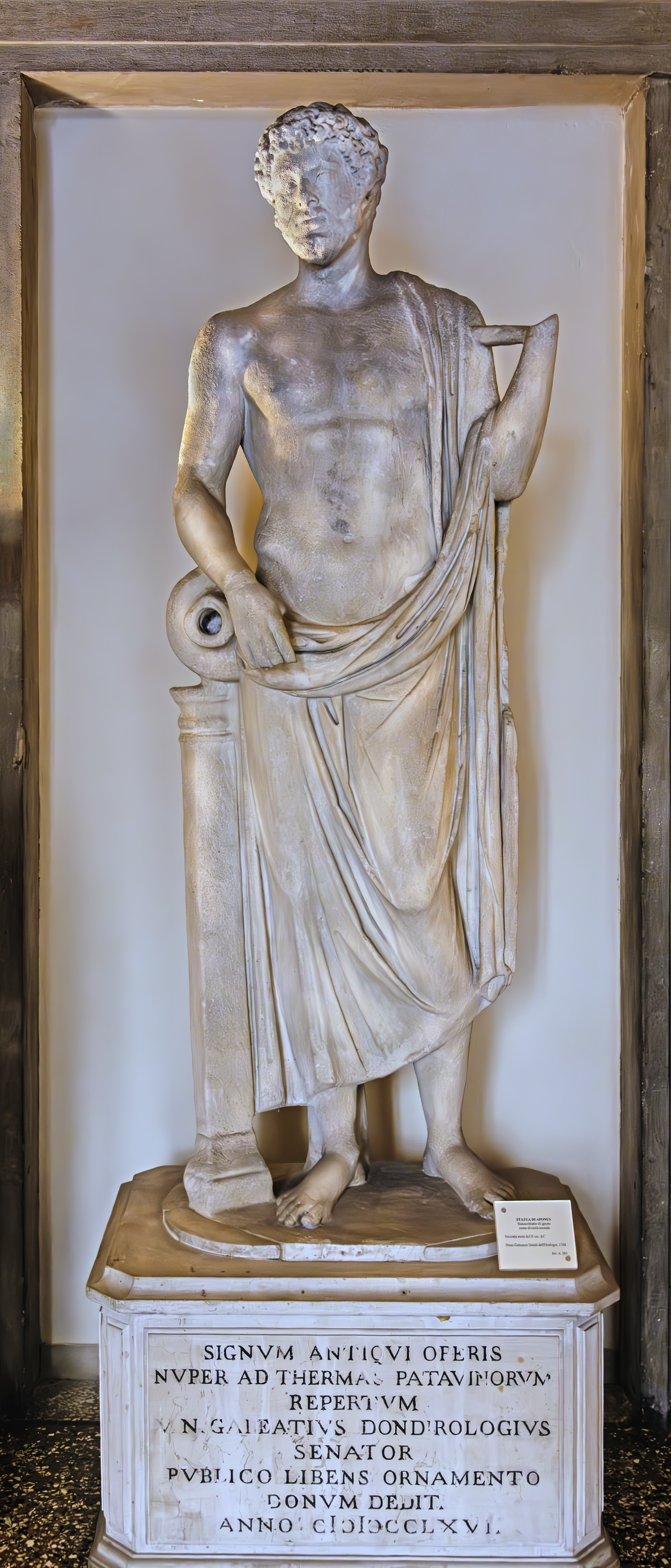
Aponus, Seconde moitié du - Museo archeologico nazionale de Venise

Aponus est un ancien dieu vénète des eaux thermales identifié avec Apollon et probablement, comme celui-ci, dieu de la santé.

## Étymologie
La racine du nom « ap » d'Aponus signifie « eau » en sanscrit.

## Culte
Le sanctuaire principal d'Aponus se trouvait probablement dans la localité qui prit son nom, Aponus, une localité thermale correspondant à l'actuelle Abano Terme, dans la province de Padoue.
Sur le mont Montirone d'Abano les fouilles archéologiques ont mis en évidence l'existence d'un temple dédié à Aponus remontant au moins au Ier siècle apr. J.-C.. Auparavant le dieu était adoré dans la localité voisine de Montegrotto depuis le IXe siècle av. J.-C..
Selon certains mythes Hercule aurait offert un temple à Géryon dans cette localité et c’est là que Phaéton serait tombé du chariot d’Hélios.